# Râul Bucureasa Mare
Râul Bucureasa Mare este un curs de apă, afluent al râului Lotru. 

## Obiectiv turistic
Pe cursul superior al râului Bucureasa Mare se află mai multe cascade foarte spectaculoase, dintre care Cascada Scoruș  este, deocamdată singura accesibilă din localitatea Mălaia, județul Vâlcea.

## Hărți
- Harta Munții Lotrului [3]
- Harta Muntilor Lotrului cu localitatea Mălaia și zonele turistice înconjurătoare [4]

## Articole corelate
- Râul Bucureasa Mică
- Râul Lotru